# Augustinus Liebstein (przeor kłodzki)
Augustinus Liebstein (XIV/XV) - mnich i czwarty przeor klasztoru augustianów w Kłodzku w latach 1403–1413.

## Życiorys
Był z pochodzenia Niemcem. W 1403 roku objął funkcję przeora klasztoru augustianów w Kłodzku i podobnie jak jego poprzednicy, dokonał zakupu nowych dóbr ziemskich na rzecz swojej wspólnoty zakonnej. W 1404 roku nabył folwark w Niwie Górnej od wolnego sędziego, Niklasa Waltera. Rok później zbudował nowa wieżę w kościele klasztornym augustianów w Kłodzku na Górze Zamkowej. Pieniądze na ten cel uzyskał od arcybiskupa praskiego Zbynka Zajíca z Hasenburka, który ponadto ustanowił czterdziestodniowy odpust z tej okazji. W 1406 roku jeden ze szlachciców przekazał augustianom w swoim testamencie folwark pod Kłodzkiem, zwany później jako Thumvorwerk lub Thumwiese. Ostatniego zakupu przeor Augustinus dokonał w 1408 roku, kiedy to nabył od niejakiego Hertila von Rankau folwark w Wolanach. Zrezygnował z funkcji przeora w 1413 roku. Jego dalsze losy nie są znane.